# Canadá en los Juegos Paralímpicos de Londres 2012
Canadá estuvo representado en los Juegos Paralímpicos de Londres 2012 por un total de 144 deportistas, 87 hombres y 57 mujeres.

## Medallistas
El equipo paralímpico canadiense obtuvo las siguientes medallas:
| Nombre | Deporte                       | Evento                            |
| --- | ----------------------------- | --------------------------------- |
| Oro |                               |                                   |
| Michelle Stilwell | Atletismo                     | 200 m T52 femenino                |
| Patrick Anderson Abdi Dini David Durepos David Eng Bo Hedges Chad Jassman Joey Johnson Adam Lancia Tyler Miller Richard Peter Yvon Rouillard Brandon Wagner              | Baloncesto en silla de ruedas | Torneo masculino                  |
| Robbi Weldon | Ciclismo en ruta              | Ruta B femenino                   |
| Summer Mortimer | Natación                      | 50 m libre S10 femenino           |
| Summer Mortimer | Natación                      | 100 m espalda S10 femenino        |
| Valérie Grand'Maison | Natación                      | 200 m estilos SM13 femenino       |
| Benoît Huot | Natación                      | 200 m estilos SM10 masculino      |
| Plata |                               |                                   |
| Michelle Stilwell | Atletismo                     | 100 m T52 femenino                |
| Brent Lakatos | Atletismo                     | 200 m T53 masculino               |
| Brent Lakatos | Atletismo                     | 400 m T53 masculino               |
| Brent Lakatos | Atletismo                     | 800 m T53 masculino               |
| Jason Dunkerley | Atletismo                     | 5000 m T11 masculino              |
| Valérie Grand'Maison | Natación                      | 50 m libre S13 femenino           |
| Valérie Grand'Maison | Natación                      | 100 m libre S13 femenino          |
| Brianna Nelson | Natación                      | 50 m mariposa S7 femenino         |
| Brianna Nelson | Natación                      | 200 m estilos SM7 femenino        |
| Aurélie Rivard | Natación                      | 400 m libre S10 femenino          |
| Amber Thomas | Natación                      | 400 m libre S11 femenino          |
| Summer Mortimer | Natación                      | 200 m estilos SM10 femenino       |
| Nathan Stein | Natación                      | 50 m libre S10 masculino          |
| Benoît Huot | Natación                      | 400 m libre S10 masculino         |
| Ian Chan Jason Crone Patrice Dagenais Jared Funk Garett Hickling Trevor Hirschfield Fabien Lavoie Zak Madell Travis Murao Patrice Simard Michael Whitehead David Willsie | Rugby en silla de ruedas      | Torneo mixto                      |
| Bronce |                               |                                   |
| Virginia McLachlan | Atletismo                     | 100 m T35 femenino                |
| Virginia McLachlan | Atletismo                     | 200 m T35 femenino                |
| Jason Dunkerley | Atletismo                     | 1500 m T11 masculino              |
| Marco Dispaltro Josh Vander Vies | Bochas                        | Dobles BC4 mixto                  |
| Marie-Claude Molnar | Ciclismo en ruta              | Contrarreloj C4 femenino          |
| Summer Mortimer | Natación                      | 100 m libre S10 femenino          |
| Amber Thomas | Natación                      | 200 m estilos SM11 femenino       |
| Benoît Huot | Natación                      | 100 m espalda S10 masculino       |
| Norbert Murphy | Tiro con arco                 | Compuesto individual W1 masculino |